# Элмер (тауншип, округ Сент-Луис, Миннесота)
Элмер (англ. Elmer) — тауншип в округе Сент-Луис, Миннесота, США. На 2000 год его население составило 165 человек.

## География
По данным Бюро переписи населения США площадь тауншипа составляет 105,4 км², из которых 105,0 км² занимает суша, а 0,3 км² — вода (0,32 %).

## Демография
По данным переписи населения 2000 года здесь находились 165 человек, 59 домохозяйств и 47 семей. Плотность населения —  1,6 чел./км². На территории тауншипа расположено 66 построек со средней плотностью 0,6 построек на один квадратный километр. Расовый состав населения: 100,00 % белых.
Из 59 домохозяйств в 28,8 % воспитывались дети до 18 лет, в 69,5 % проживали супружеские пары, в 5,1 % проживали незамужние женщины и в 20,3 % домохозяйств проживали несемейные люди. 20,3 % домохозяйств состояли из одного человека, при том 13,6 % из — одиноких пожилых людей старше 65 лет. Средний размер домохозяйства — 2,80, а семьи — 3,23 человека.
25,5 % населения — младше 18 лет, 5,5 % — в возрасте от 18 до 24 лет, 24,2 % — от 25 до 44, 29,1 % — от 45 до 64, и 15,8 % — старше 65 лет. Средний возраст — 42 года. На каждые 100 женщин приходилось 106,3 мужчин. На каждые 100 женщин старше 18 приходилось 115,8 мужчин.
Средний годовой доход домохозяйства составлял 42 344 доллара, а средний годовой доход семьи —  43 250 долларов. Средний доход мужчин —  32 917  долларов, в то время как у женщин — 10 417. Доход на душу населения составил 17 418 долларов. За чертой бедности находились 20,8 % семей и 19,9 % всего населения тауншипа, из которых 29,8 % младше 18 и 23,8 % старше 65 лет.